# Phyllomyias weedeni
A Phyllomyias weedeni a madarak (Aves) osztályának verébalakúak (Passeriformes) rendjébe és a királygébicsfélék (Tyrannidae) családjába tartozó faj.

## Rendszerezése
A fajt Sebastian K. Herzog, Michael Kessler és José A. Balderrama írta le 2008-ban.

## Előfordulása
Az Andok keleti oldalán, Bolívia és Peru területén honos. Természetes élőhelyei a szubtrópusi és trópusi alacsonyabb hegyi esőerdők, valamint ültetvények. Állandó, nem vonuló faj.

## Megjelenése
Rovarokkal táplálkozik.

## Természetvédelmi helyzete
Az elterjedési területe elég kicsi és csökken, egyedszáma 2500-9999 példány közötti és szintén csökken. A Természetvédelmi Világszövetség Vörös listáján sebezhető fajként szerepel.